# 김낙중
김낙중(金洛中, 1931년 12월 11일 ~ 2020년 7월 29일)은 대한민국 공권력에 의해 '36년간 고정간첩으로 암약한 간첩'으로 낙인이 찍힌 사상범으로서 대한민국의 통일운동가이자 평화운동가이다.

## 생애
일제강점기 시절 일제가 중국을 침략한 만주사변이 발발했을 때 임진강과 한강이 합쳐지는 조강을 마주하고 있는 지금의 통일동산이 있는 경기도 파주시에서 태어난 김낙중은 일제말기에 근로동원에서 면제되어 학교 실습지에서 기숙할 수 있는 경성농업중학교(이후 서울농업대학으로 개칭)에 입학하고 폐병에 걸려 귀향하여 서울중학교 2학년으로 입학하여 다시 학교에 다녔다 이때 죽을 고비를 넘기며 "사는 것은 무엇일까?"라는 의문에 빠진 김낙중은 매주 일요일마다 서울에 있는 새문안 교회와 조계사를 찾아 부처님에게 자비, 예수님에게 사랑, 공자님에게 인을 배우고 YMCA에 가서 함석헌의 노자, 장자 강의를 들으며 성장했다.
그러다가 한국전쟁이 발발하고 인민군 치하에서 의용군으로 전투하여 국군을 향해 총을 들기를 강요받았고 9.28 수복 후에는 국군 치하에서 다시 국군으로 들어가서 인민군을 향해 총을 들기를 강요받은 나머지  "내가 왜 의용군에 나가서 국군에 나간 중학교 동창들을 죽여야 되는지? 또 나는 왜 내가 국군에 나가서 의용군으로 나간 고향 국민학교 동창 친구들을 죽여야 하는지? " 그 이유를 알 수 없어 이제는 "우리가 왜 서로를 죽여야 하는가?"라는 고민을 하게 되"면서 "'생각이 다르고 체제가 다르다고 해서 죽여야 하는 것이 아니라 더불어 살아야 한다'는 결론을 내렸다"고 밝혔다. 다른 자료에 의하면 6.25 중에 싸운 것이 아니라 미군 열차에서 장교의 하우스보이를 하여 전쟁에서 직접 싸운 적은 없다고 한다. 서울대학교 사회학과에 다니고 중퇴. 나중에 출옥 후 고대 경제학과 편입 후 노동운동.  
대학교를 다니면서 친구들과 함께 조직을 만들려고 했지만 "너의 말은 맞지만 그걸 지금 어떻게 할 수가 있느냐"면서 다 뒤로 물러나는 분위기에서 어쩔 수 없이 "북한과 평화적으로 통일을 이루어야 한다"는 시위를 부산에서  단독으로 시작하다가 부산경찰서에 검거되었을 때 "평화적 통일을 어떻게 할거냐"고 물어서 도서관에 가서 공부하며 1년에 걸쳐 대한민국과 조선민주주의인민공화국이 평화적으로 공존하면서 젊은이들이 하나의 공동체를 만들 수 있도록 길을 열어 달라"는 취지로서 '통일독립청년공동체 수립안'을 만들어 1955년 봄에 이승만 대통령이 있는 경무대에 헌법상 청원의 권리로서 청원서를 보냈지만 1주일만에 치안국에서 불러 조사하면서 "타도해야 할 북이랑 같이 살자고 하는 것을 보니 너 빨갱이가 아니냐"고 하여 "나는 사회주의를 주장한 적도 없고 사적 소유를 없애자고 주장한 적도 없다 다만 생각이 다르고 체제가 다르면 따로 살면서 자식들한테만은 서로 죽이라고 가르치지 말고 같이 살길을 만들어 가자고 이야기한 것뿐이다"고 했는데 치안국은 김낙중을 청량리 정신병원에 보냈다. 정신병원에서 치안국 관계자가 "김일성이 또 전쟁준비를 하고 있을지도 모르지 않느냐"는 말이 생각나서 "북으로 가서 직접 한번 알아보고 내가 구상한 통일독립청년공동체 수립안을 제안하자"고 생각하고 자신의 고향에 있는 조강을 따라서 북으로 올라가다가 철조망 뒤편 보리밭이 있는 민가의 할머니에게 "평양에 가는 사람인데 잠시 쉬어 가도 되느냐"고 하니 ""쉬어가라"고 해서 30분쯤 쉬고 있는데 "손들어"하면서 인민군이 왔다. 이때 자신의 통일독립청년공동체 수립안을 보여주며 "이것을 평양에 전달하기 위해서 왔다"고 하여 겨우 풀려나는듯 했지만 의심을 떨쳐버리지 못한 북한당국에 의해 평양의 예심처라는 감옥에 들어갔다. "치안국 중앙분실장이 보내서 여기에 왔다"는 거짓으로 쓴 자술서를 쓰고 풀려났다.
김낙중은 1957년에 월북하여 간첩죄 등을 적용받아 징역 1년 집행유예 2년을 선고받았으나 상고심에서 간첩죄 부분을 무죄로 판결됐다. 이에 대해 자신의 자서전과 국정원발전위 면담에서 "직접 만든 평화통일방안을 가지고 김일성을 만나러 갔다"고 했다.
안기부가 "간첩으로 남파된 뒤 1961년 안행협을 월북시키고 1973년 정부전복을 음모하는 등 북한의 지령을 수행했다"고 발표한 김낙중 사건에 대해 2006년 국가정보원 발전위원회의 조사결과  "1957년과 1963년 사건 당시에는 김낙중이 '북한의 간첩으로 남파되었다'는 내용과 관련해 실형을 선고 받은 사실이 없고 김낙중이 월북했던 때로부터 무려 16년이 지난 1973년 사건 당시의 수사결과와 판결내용을 별도 조사 없이 그대로 인정하기에는 어려움이 있다 비록 김낙중이 1990년 공작원을 접선하고 공작금 210만 달러(한화 20억)와 공작장비를 받은 것은 사실이지만 정황으로 미루어 볼 때 36년간 고정간첩으로 암약했다는 안기부 발표 내용은 사실과 다르다"고 말했다.
김낙중의 딸 김선주는 <탐루(探淚) : 눈물을 찾다>라는 책을 출판하면서 "이제야 아버지를 존경하게 되었다"고 말했다. 2020년 7월 29일 노환으로 사망하였다.

## 역대 선거 결과
| 실시년도 | 선거 | 대수 | 직책     | 선거구 | 정당   | 득표수     | 득표율        | 순위       | 당락 | 비고 |
| -------- | ---- | ---- | -------- | ------ | ------ | ---------- | ------------- | ---------- | ---- | ---- |
| 1992년   | 총선 | 14대 | 국회의원 | 전국구 | 민중당 | 319,041 표 | \| \| 1.5% \| | 전국구 1번 | 낙선 |      |
|          | 1.5% |      |          |        |        |            |               |            |      |      |